# Liste der Monuments historiques in La Chapelle-Neuve (Morbihan)
Die Liste der Monuments historiques in La Chapelle-Neuve (Morbihan) führt die Monuments historiques in der französischen Gemeinde La Chapelle-Neuve auf.

## Liste der Bauwerke
| Bezeichnung                     | Beschreibung | Standort                    | Kennzeichnung | Schutzstatus   | Datum     | Bild |
| ------------------------------- | ------------ | --------------------------- | ------------- | -------------- | --------- | ---- |
| Kapelle                         |              | Locmaria (Lage)             | PA00091152    | Classé Inscrit | 1935 1975 |      |
| Dolmen du Roh-Du                |              | Forêt de Floranges (Lage)   | PA00091153    | Classé         | 1934      |      |
| Kirche Notre-Dame-de-la-Fosse   |              | Place de l’Église (Lage)    | PA00091154    | Classé         | 1945      |      |
| Fontaine Notre Dame de la Fosse |              | Place de la Fontaine (Lage) | PA00091155    | Inscrit        | 1928      |      |